# Radim Sáblík
Radim Sáblík (* 5. srpna 1974) je bývalý český fotbalista, obránce.

## Fotbalová kariéra
V české lize hrál za FC Baník Ostrava. Nastoupil ve 20 ligových utkáních a dal 1 ligový gól. V polské lize hrál za tým Odra Wodzisław Śląski a KS Dyskobolia Grodzisk Wielkopolski. V nižších soutěžích hrál i za VTJ Hranice, VP Frýdek-Místek, FC NH Ostrava, FC Karviná, Obru Kościan, FC Hlučín, Fotbal Fulnek, MFK Havířov a MFK Vítkovice. S týmem KS Dyskobolia Grodzisk Wielkopolski vyhrál Polský pohár v sezóně 2004/05. V Evropské lize UEFA nastoupil ve 2 utkáních a dal 1 gól a v kvalifikaci Evropské ligy nastoupil ve 2 utkáních.

## Ligová bilance
| Ročník                          | Zápasy | Góly | Klub             |
| ------------------------------- | ------ | ---- | ---------------- |
| 1. česká fotbalová liga 1996/97 | 20     | 1    | FC Baník Ostrava |
| 2. česká fotbalová liga 1997/98 | 23     | 1    | VP Frýdek-Místek |
| 2. česká fotbalová liga 1998/99 | 15     | 0    | VP Frýdek-Místek |
| 2. česká fotbalová liga 1999/00 | 12     | 1    | FC NH Ostrava    |
| 2. česká fotbalová liga 2000/01 | 14     | 2    | FC Karviná       |
| 2. česká fotbalová liga 2006/07 | 20     | 1    | FC Hlučín        |
| 2. česká fotbalová liga 2007/08 | 17     | 2    | FC Hlučín        |
| CELKEM 1. česká liga            | 20     | 1    |                  |